# Сарагоса (Колумбия)
Сарагоса (исп. Zaragoza) — город и муниципалитет на севере Колумбии, на территории департамента Антьокия. Входит в состав субрегиона Байо-Каука.

## История
Поселение из которого позднее вырос город было основано 14 сентября 1581 года. Муниципалитет Сарагоса был выделен в отдельную административную единицу в 1770 году.

## Географическое положение
Город расположен в северной части департамента, на правом берегу реки Нечи, на расстоянии приблизительно 150 километров к северо-северо-востоку (NNE) от Медельина, административного центра департамента. Абсолютная высота — 64 метра над уровнем моря.

Муниципалитет Сарагоса граничит на севере с муниципалитетом Каукасия, на востоке — с муниципалитетом Эль-Багре, на юге — с муниципалитетом Сеговия, на юго-западе — с муниципалитетом Анори, на западе — с муниципалитетом Касерес. Площадь муниципалитета составляет 1064 км².

## Население
По данным Национального административного департамента статистики Колумбии, совокупная численность населения города и муниципалитета в 2012 году составляла 29 614 человек.
Динамика численности населения муниципалитета по годам:
| 2005   | 2006   | 2007   | 2008   | 2009   | 2010   | 2011   | 2012   |
| ------ | ------ | ------ | ------ | ------ | ------ | ------ | ------ |
| 26 959 | 27 327 | 27 708 | 28 098 | 28 477 | 28 845 | 29 228 | 29 614 |

Согласно данным переписи 2005 года мужчины составляли 51,2 % от населения Тарасы, женщины — соответственно 49,8 %. В расовом отношении белые и метисы составляли 54,5 % от населения города; негры, мулаты и райсальцы — 38,8 %, индейцы — 6,7 %.
Уровень грамотности среди всего населения составлял 74 %.

## Экономика
Основу экономики Сарагосы составляют сельскохозяйственное производство, горнодобывающая промышленность (золото, серебро) и заготовка древесины.

61,6 % от общего числа городских и муниципальных предприятий составляют предприятия торговой сферы, 29,9 % — предприятия сферы обслуживания, 5,5 % — промышленные предприятия, 3 % — предприятия иных отраслей экономики.